# Sibylle Tafel

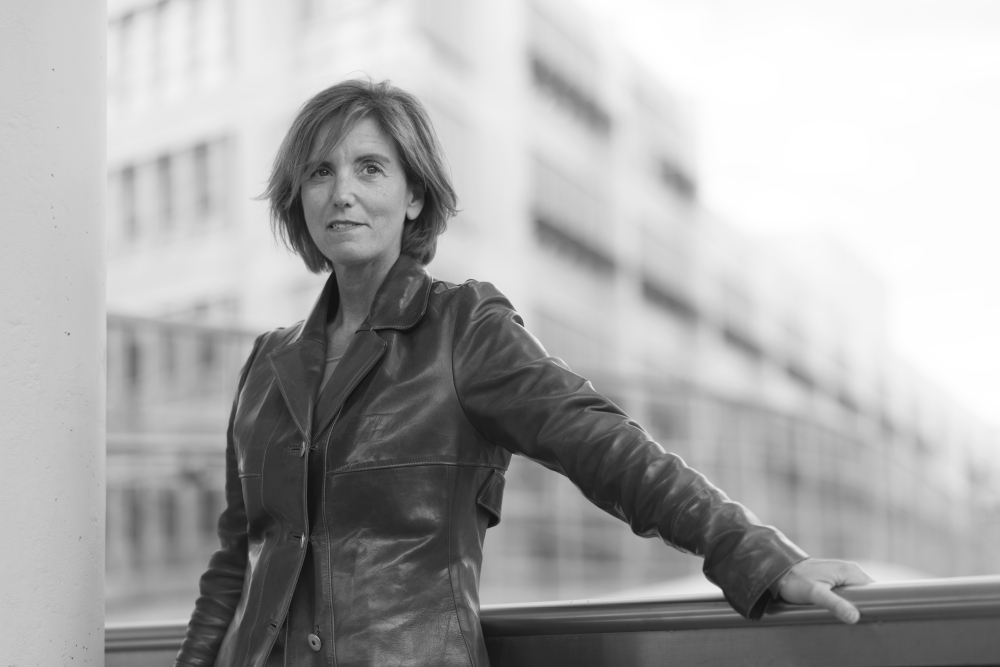
Filmregisseurin Sibylle Tafel

Sibylle Tafel (* 28. Mai 1966 in München) ist eine deutsche Filmregisseurin.

## Leben
Sibylle Tafel wurde am  28. Mai 1966 in München geboren und studierte von 1989 bis 1996 an der Hochschule für Fernsehen und Film München. Als freie Avid-Editorin arbeitete sie nebenbei von 1992 bis 1996 für Film und Werbung. Seit dem Studienabschluss ist Sibylle Tafel sowohl als Regisseurin als auch Autorin für Fernsehfilme tätig. So ist sie unter anderem Regisseurin und Autorin der seit 2019 existierenden Fernsehfilm-Reihe Toni, männlich, Hebamme um einen Entbindungspfleger in München. Über ihre insgesamt zehn Filme dieser Reihe schrieb Prisma, es sei darin „das Miteinander der Figuren nämlich erstaunlich realistisch und von feinem Humor durchzogen,“ und der Zuschauer „dringe in Biografien zwischen Größenwahn und augenzwinkernder Satire ein“.
2009 erhielt ihr Film König Drosselbart den Robert-Geisendörfer-Preis, und weitere ihrer Filme erhielten Nominierungen für den Bernd Burgemeister Fernsehpreis, Goldener Spatz, Deutscher Fernsehpreis und 3sat-Zuschauerpreis.

## Filmografie (Auswahl)
- 1996: Ausflug in den Schnee (Kurzfilm)
- 1997: Falsche Liebe
- 1998: Ein Mann fällt nicht vom Himmel
- 2000: Sperling – Sperling und das große Ehrenwort
- 2001: Sind denn alle netten Männer schwul?
- 2001: Kleine Lüge – Große Liebe
- 2001: Mein Vater und andere Betrüger (Drehbuch)
- 2002: Der Morgen nach dem Tod (auch Drehbuch)
- 2004: Liebe süß-sauer: Die Verlobte aus Shanghai
- 2005: Spezialauftrag: Kindermädchen (auch Drehbuch)
- 2006: Ein Familienschreck kommt selten allein
- 2006: 3 Engel auf der Chefetage
- 2007: Der Butler und die Prinzessin
- 2008: König Drosselbart
- 2008: Don Quichote – Gib niemals auf
- 2009: Ein Sommer in Long Island
- 2009: Die Gänsemagd
- 2010: Das Glück kommt unverhofft
- 2011: Von Mäusen und Lügen
- 2012: Heiraten ist auch keine Lösung (auch Drehbuch)
- 2012: Rotkäppchen
- 2013: Wie Tag und Nacht (auch Drehbuch)
- 2013: Flaschenpost an meinen Mann
- 2014: Die Sache mit der Wahrheit (auch Drehbuch)
- 2014: Utta Danella – Von Kerlen und Kühen
- 2015: Für eine Nacht … und immer? (Auch Drehbuch)
- 2016: Die Eifelpraxis (Fernsehserie – Folge 1)
- 2017: Zwei Bauern und kein Land
- 2018: Der Lissabon-Krimi – Der Tote in der Brandung
- 2018: Praxis mit Meerblick (Fernsehserie)
  - 2018: Brüder und Söhne (Folge 2)
  - 2018: Der Prozess (Folge 3)
- 2019–2024: Toni, männlich, Hebamme (Fernsehreihe, Drehbuch und Regie)
  - 2019: Allein unter Frauen
  - 2019: Daddy Blues
  - 2020: Sündenbock
  - 2020: Eine runde Sache
  - 2021: Nestflucht
  - 2021: Gestohlene Träume
  - 2023: Eine Klasse für sich
  - 2023: Mächtig schwanger
  - 2024: Baby im Korb
  - 2024: Das Glück der Anderen
- 2024: Blind ermittelt  –  Tod im Palais (Alternativtitel in D.: Der Wien-Krimi: Blind ermittelt – Tod im Palais)
- 2025: Auf der Walz – Drei Jahre und ein Tag (Fernsehfilm)

## Auszeichnungen
- 2009: Robert-Geisendörfer-Preis für König Drosselbart in der Kategorie Kinderfernsehpreis

## Nominierungen
- 2007: Nominierung für Deutscher Fernsehpreis für Der Butler und die Prinzessin
- 2008: Nominierung für 3sat-Zuschauerpreis für Don Quichote – Gib niemals auf
- 2010: Nominierung für Goldener Spatz für Acht auf einen Streich
- 2015: Nominierung für Bernd Burgemeister Fernsehpreis für Für eine Nacht … und immer?[3]